# شبکه بین‌المللی ای-جاده
شبکه بین‌المللی ای-جاده(به انگلیسی: International E-road network) سیستمی برای نامگذاری شماره‌ای جاده‌های بین‌المللی در اروپاست که توسط International E-road network بنیان گذاشته شده است. جاده‌ها از رقم E1 به بالا نامیده شده‌اند. برخی کشورهای اسیایی همچون قزاقستان نیز پس از پیوستن به این کمیسیون در این نامگذاری جای می‌گیرند.

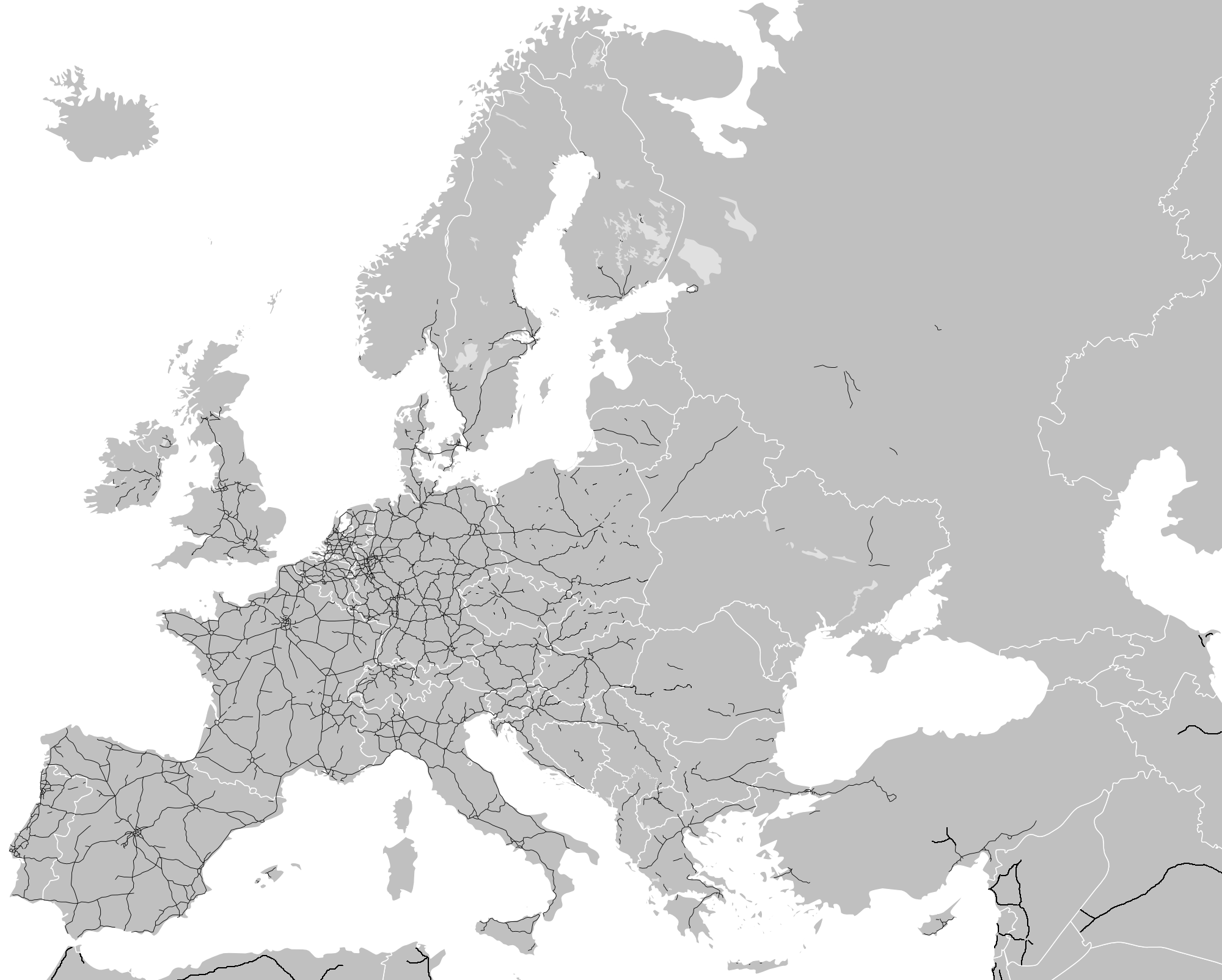
Europe Completed Motorways Dec 2012

تابلوی جاده E-40

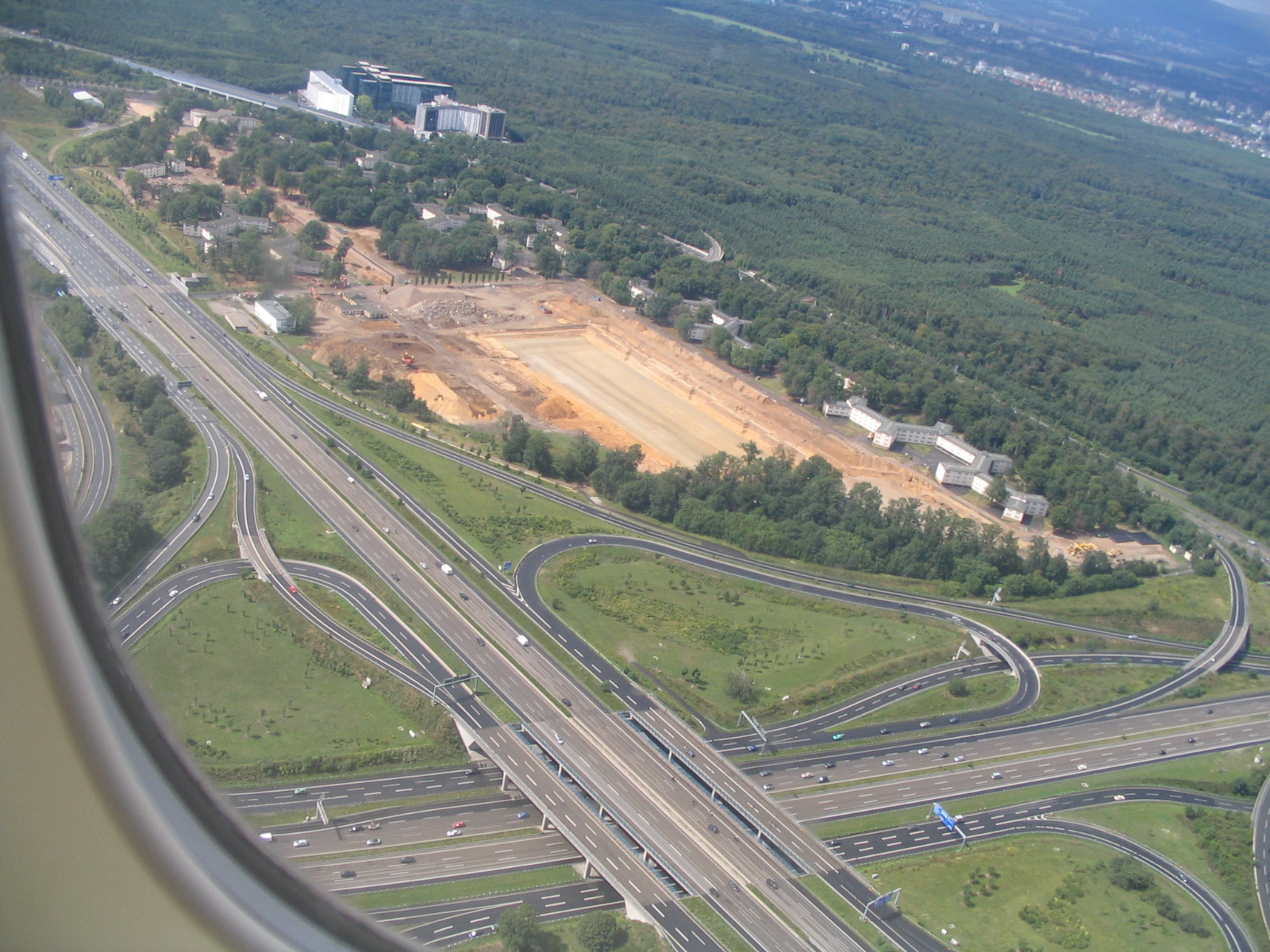
تقاطع دو جاده E-42 و E-451 در حاشیه فرودگاه فرانکفورت در آلمان